# Iodopleura
Iodopleura is een geslacht van zangvogels uit de familie Tityridae.

## Soorten
Het geslacht kent de volgende soorten:
- Iodopleura fusca – Zwartkapdwergcotinga
- Iodopleura isabellae – Witkeeldwergcotinga
- Iodopleura pipra – Roodkeeldwergcotinga